# کامینگز ۱۹۵۷۳
سیارک ۱۹۵۷۳ (به انگلیسی: 19573 Cummings، نامگذاری:1999LW13) نوزده هزار و پانصد و هفتاد و سومین سیارک کشف شده‌است که در ۹ ژوئن ۱۹۹۹ کشف شد.
قدر مطلق سیارک برابر ۱۶.۲ است.